# Dhoti

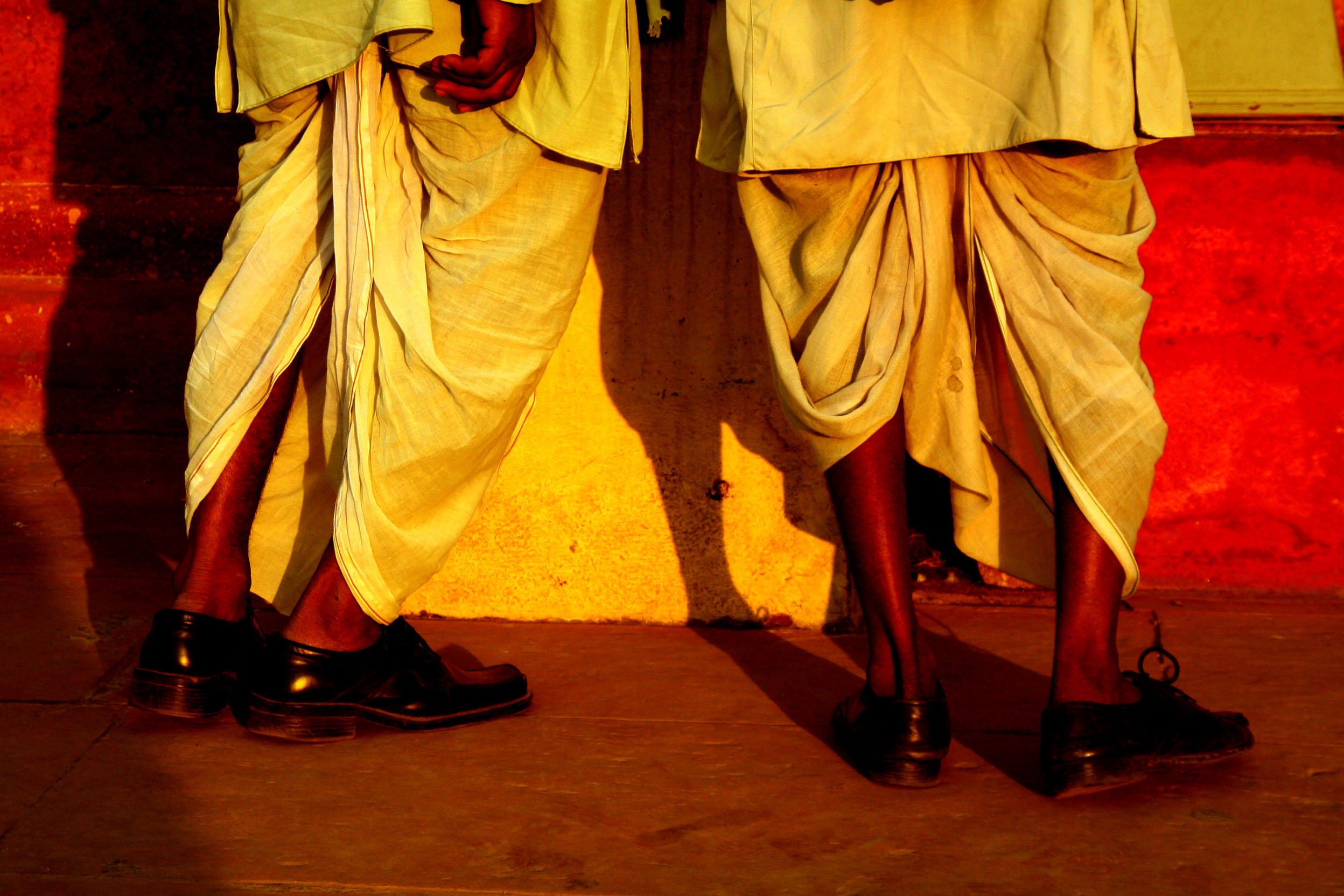
Dhoti în Delhi

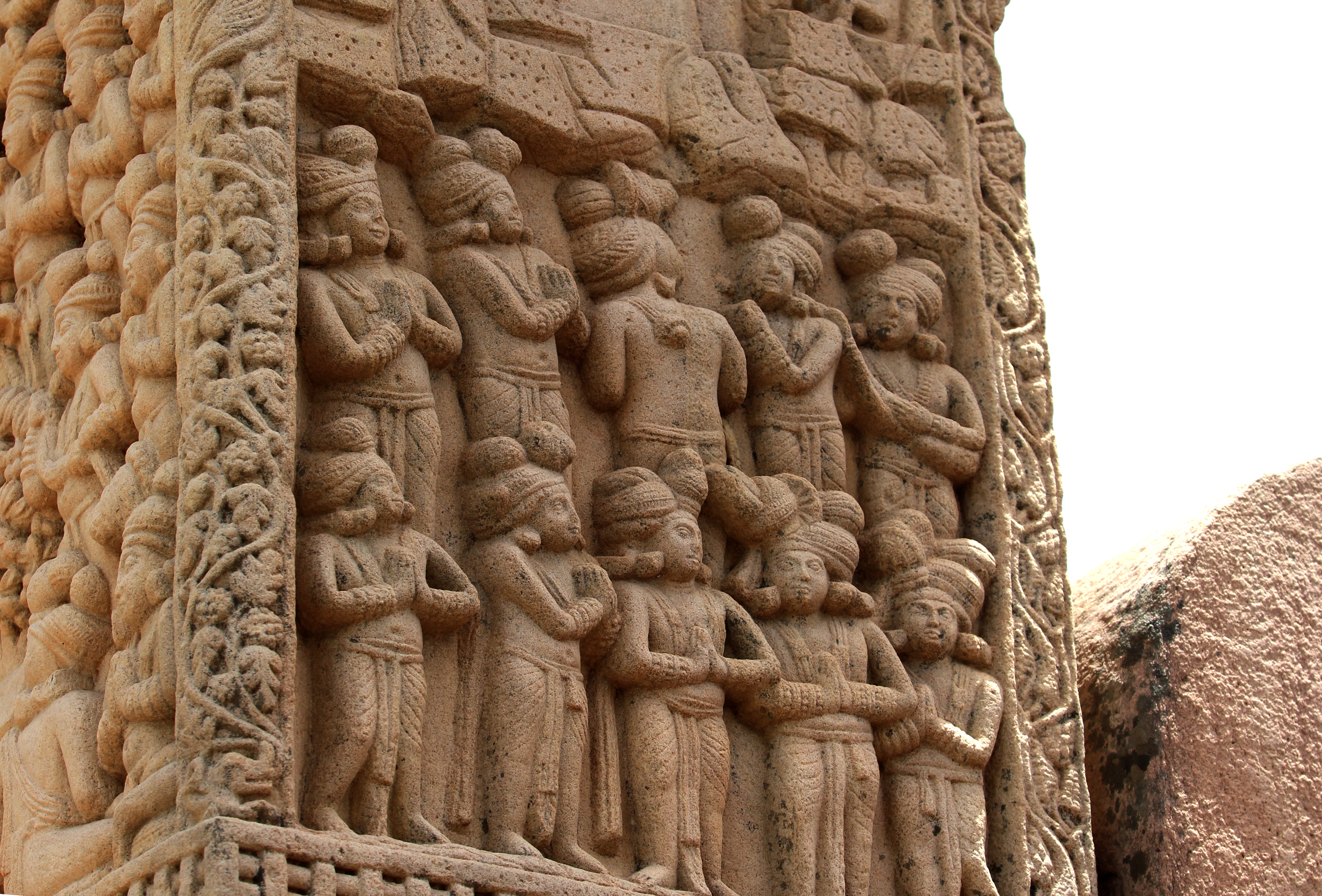
Dhoti în Sanchi

Dhoti (hindi, f., धोटी, dhoṭī) este un pantalon tradițional al bărbaților indieni. Dhoti este echivalentul masculin alsariului. Se compune dintr-o bucată lungă de țesătură, cea mai mare parte din bumbac subțire sau, mai nou, sintetică, care este înnodată în talie și apoi înconjurată de picioare ca pantalonii. Un cunoscut purtător de dhoti în Occident a fost Mahatma Gandhi.
Astăzi, clasa de mijloc urbană poartă în principal dhoti la ocazii religioase, de obicei împreună cu kurta, o cămașă ușoară fără guler. Pe de altă parte, pentru bărbații din populația mai săracă, este o îmbrăcăminte de zi cu zi (costă mai puțin decât niște pantaloni obișnuiți ieftini), iar bărbații din generația mai în vârstă tind să folosească mai des acest articol vestimentar tipic indian. Pentru cerințele climatului indian, adesea extrem de fierbinte, un dhoti este mai potrivit decât orice pantalon ușor.
Astăzi, în cercurile occidentale, purtarea dhoti este adesea văzută ca un semn al înapoierii. În lumea afacerilor dintre bărbații din clasa de mijloc, se poartă aproape exclusiv îmbrăcăminte occidentală. Cu toate acestea, politicienii apar adesea în dhoti în public, de obicei în combinație cu o jachetă cu guler ridicat sau o vestă fără mâneci. Fostul prim-ministru Atal Bihari Vajpayee și succesorul său Manmohan Singh puteau fi văzuți foarte des în mass-media în dhoti.
Dhoti simbolizează într-un anumit fel elementul indian și, de asemenea, cel conservator.